# Mojca Pertot
Mojca Pertot (Šavle), slovenska atletinja, * 23. september 1959, Postojna.
Rodila se je v družini Franca in Angele Šavle. Osnovno šolo je obiskovala v Šempetru pri Gorici, gimnazijo pa v Novi Gorici, kjer je leta 1978 maturirala in nadaljevala študij na Fakulteti za šport v Ljubljani. Po diplomi se je leta 1983 zaposlila kot učitelj telesne vzgoje v Novi Gorici.
Z atletiko je pričela 1973 v atletskem klubu v Novi Gorici, tekmovati pa prenehala 1985. Njena tekmovalna disciplina je bil tek na 400 m preko nizkih ovir. Postavila je 11 rekordov Slovenije, pet članskih in 2 mladinska rekorda Jugoslavije. Osvojila je bronasto medaljo na XL. Balkanskih igrah v Sarajevu (1981) in IX. Sredozemskih igrah v Casablanci (1983).Njen najboljši rezultat znaša 58,28 s dosežen v Atenah leta 1984. Leta 1980 je bila izbrana za najboljšega športnika Primorske, prejela pa je tudi bronasto in srebrno Bloudkovo značko.